# Ryōsuke Maeda
Ryōsuke Maeda (jap. 前田 凌佑 Maeda Ryōsuke; ur. 27 kwietnia 1994) – japoński piłkarz występujący na pozycji pomocnika. Obecnie występuje w Oita Trinita.

## Życiorys

### Kariera klubowa
W latach 2013–2018 występował w klubie Vissel Kobe, skąd wypożyczony był do Oita Trinita (2017–2018).
1 lutego 2019 podpisał kontrakt z japońskim klubem Oita Trinita, bez odstępnego.